# Pierre Nicolas Joseph Hazard
Pour les articles homonymes, voir Hazard.
Pierre Nicolas Joseph Hazard, né le 9 novembre 1750 à Paris, mort le 25 février 1797 à Alexandrie (Italie), est un général de brigade de la Révolution française.

## États de service
Il entre en service le 16 juillet 1771, comme simple soldat au régiment de La Fère infanterie.
En mai 1793, il commande un bataillon de volontaires nationaux de Paris, et il est nommé adjudant-général chef de brigade provisoire le 1er août 1793. Le 26 octobre 1793, sa nomination est approuvée et il prend les fonctions de chef d’état-major de l’armée des Côtes de Brest.
Il est promu général de brigade le 9 avril 1794, et le 27 avril il est démis de ses fonctions par le Comité de salut public. Il est arrêté le 17 mai 1794 à Rennes.
Il est remis en liberté le 11 octobre 1794, et le 4 janvier 1795, il est réintégré comme adjudant-général chef de brigade par Carnot pour servir aux Indes Orientales sous les ordres du général Aubert-Dubayet. Le 11 février 1795, il est rétabli dans son grade de général de brigade et en juin 1795, il prend le commandement de Cherbourg.
En avril 1796, il est affecté à la division du général Duhesme à l’armée du Rhin.
Le 15 août 1796, il est désigné pour participer à la campagne d’Italie dans la division du général Sahuguet, il prend le commandement d’Alexandrie le 3 décembre 1796.
Il meurt dans cette ville le 25 février 1797.

## Sources
- (en) « Generals Who Served in the French Army during the Period 1789 - 1814: Eberle to Exelmans »
- Étienne Charavay, Correspondance général de Carnot, tome 4, imprimerie Nationale, 1907.
- Docteur Robinet, Jean-François Eugène et J. Le Chapelain, Dictionnaire historique et biographique de la révolution et de l'empire, 1789-1815, volume 2, Librairie Historique de la révolution et de l’empire, 886 p. (lire en ligne), p. 149.
- (pl) « Napoléon.org.pl » [archive du 24 janvier 2016]